# Лоуэр-Голберн
Лоуэр-Голберн (англ. Lower Goulburn National Park) — национальный парк, расположенный на севере штата Виктория (Австралия). Площадь — 93,1 км².

## История
Национальный парк был создан в 2010 году.

## Описание
Национальный парк расположен на севере штата Виктория. Парк охватывает долину реки Голборн в нижнем её течении от Шеппартона до Эчуки (у слияния с рекой Муррей). На западе ограничивается административной границей штата.

## Природа
Парк известен ареалами произрастания вечнозелёных деревьев эвкалипт камальдульский (Eucalyptus camaldulensis).